# Mustafa Özkan
Mustafa Özkan (Forchheim, 21 febbraio 1975) è un ex calciatore turco, di ruolo attaccante.